# Абдурахманов, Гулям
Гулям Абдурахма́нов (узб. Gʻulom Abdurahmonov; 1 [14] мая 1910, Туркестан — 15 мая 1987) — советский узбекский оперный певец (тенор). Народный артист Узбекской ССР (1950).

## Биография
Родился 1 (14) мая 1910 года в Туркестане (ныне — Южно-Казахстанская область, Казахстан). С 1929 года выступал в Самаркандском музыкальном театре. В 1939 году окончил Узбекскую оперную студию при МГК имени П. И. Чайковского.
В 1939—1955 годах — солист ГТОБ имени А. Навои. В 1954—1980 годах работал солистом Узбекской филармонии. Выступал как концертный певец.
Умер 15 мая 1987 года.

### Семья
- жена — Зухра Файзиева, оперная певица.
- дочь — Дильбар (1936—2018) — дирижёр, Народная артистка СССР (1977).

## Творчество
Оперные партии
- «Гюльсара» Р. Глиэра и Т. С. Садыкова — Кадыр
- «Тахир и Зухра» Джалилова и Бровцына — Тахир
- «Фархад и Ширин» Джалилова и Бровцына — Фархад
- «Лейли и Меджнун» Р. М. Глиэра и Т. С. Садыкова — Меджнун
- «Буран» М. А. Ашрафи и С. Н. Василенко — Джура
- «Великий канал» М. А. Ашрафи — Бутануз
- «Кёр-оглы» У. А. Г. Гаджибекова — Ровшан

В концертных программах исполнял оперные арии и песни (популярными были «Ироқ», «Айладинг», «Энди сендек», «Сарвигул», «Хуш келибсиз», «Кўнгул», «Ёр келур», «Замонамиз лочинлари», «Муборак», «Севмасдан бўлурми», «Сўлим диёр», «Чўпон қўшиғи»).

## Награды и признание
- Орден «Знак Почёта» (06.12.1951[3] и 18.03.1959)[4]
- Народный артист Узбекской ССР (24.02.1950)[5]
- Сталинская премия третьей степени (1951) — за исполнение партии Кадыра в опере «Гюльсара» Р. М. Глиэра и Т. С. Садыкова'